# Calamagrostis sajanensis
Calamagrostis sajanensis är en gräsart som beskrevs av Leonid I. Malysev. Calamagrostis sajanensis ingår i släktet rör, och familjen gräs. Inga underarter finns listade i Catalogue of Life.